# Linthal (Glaris)
Pour les articles homonymes, voir Linthal.
Linthal est une localité et une ancienne commune suisse du canton de Glaris, située dans la commune de Glaris Sud.

## Géographie

Photo aérienne prise à 300 m par Walter Mittelholzer (1923)

Selon l'Office fédéral de la statistique, l'ancienne commune de Linthal mesurait 131,23 km2 et comprenait les localités d'Ennetlinth, Oberdorf et Tierfehd. Elle était limitrophe de Betschwanden, Braunwald, Elm et Rüti, ainsi que d'Andiast, Breil/Brigels, Disentis/Mustér, Sumvitg, Trun et Waltensburg/Vuorz dans le canton des Grisons, Muotathal dans le canton de Schwytz, et Silenen et Spiringen dans le canton d'Uri.

## Démographie
Selon l'Office fédéral de la statistique, Linthal possède 1 088 habitants fin 2022. Sa densité de population atteint 8 hab./km².
Le graphique suivant résume l'évolution de la population de Linthal entre 1850 et 2008 :

## Monuments et curiosités
- L'église réformée dont la construction remonte à 1728 a remplacé une ancienne construction du 17e s. menacée par les inondations.
- L'église paroissiale de l'Assomption Mariä Himmelfahrt a été édifiée en 1906-07 par August Hardegger à la place d'une ancienne église remontant à 1283 et dont le clocher subsiste encore[4].